# Héctor Adomaitis
Héctor Raimundo „Ruso” Adomaitis Larrabure (ur. 12 czerwca 1970 w Buenos Aires) – argentyński piłkarz pochodzenia litewskiego występujący na prawego pomocnika, trener piłkarski.

## Kariera klubowa
Adomaitis pochodzi ze stołecznego Buenos Aires, jest najmłodszym z trójki rodzeństwa (ma siostrę i brata). Jego dziadkowie ze strony ojca wyemigrowali do Argentyny z terenów obecnej Litwy – ze względu na wschodnioeuropejskie korzenie i nietypowy dla Latynosów rudy kolor włosów został obdarzony przydomkiem „Ruso” („Rosjanin”). Jest wychowankiem szkółki juniorskiej przeciętnego, stołecznego klubu CA Temperley, jednak już w wieku siedemnastu lat zdecydował się kontynuować karierę w Urugwaju, gdzie za pośrednictwem agenta znalazł zatrudnienie w drużynie Montevideo Wanderers. Z tym zespołem podpisał swój pierwszy profesjonalny kontrakt. Barwy Wanderers bez poważniejszych osiągnięć reprezentował przez niecałe trzy lata. 
Następnie Adomaitis przeniósł się do chilijskiego średniaka Deportes Concepción jako wzmocnienie przed pierwszym w historii klubu występem w kontynentalnych rozgrywkach Copa Libertadores. Jako wyróżniający się zawodnik spędził w Concepción kilka miesięcy, a w lipcu 1991 podpisał umowę z ówczesnym mistrzem Chile, zdobywcą Copa Libertadores i krajowym gigantem – ekipą CSD Colo-Colo. W drużynie ze stołecznego Santiago z powodów proceduralnych nie mógł jednak występować w rozgrywkach ligowych aż do końca grudnia i pełnoprawnym członkiem zespołu został od stycznia 1992. Od razu został kluczowym zawodnikiem w taktyce trenera Mirko Jozicia i na arenie krajowej wywalczył z nią wicemistrzostwo Chile (1992) oraz dotarł do finału Pucharu Chile (1992). Wywalczył także z Colo-Colo superpuchar Ameryki Południowej – Recopa Sudamericana (1992) i interkontynentalne trofeum Copa Interamericana (1992).
W czerwcu 1993 Adomaitis został piłkarzem meksykańskiego klubu Santos Laguna. Przez poprzednie lata drużyna z Torreón walczyła wyłącznie o utrzymanie w lidze, lecz w 1993 roku została przejęta przez koncern piwowarski Grupo Modelo i wzmocniona wysokiej klasy graczami z kraju i zza granicy. Występujący z numerem 10 Argentyńczyk zadebiutował w meksykańskiej Primera División 14 sierpnia 1993 w wygranym 2:1 spotkaniu z Atlasem, zaś pierwszego gola strzelił 4 września tego samego roku w zremisowanej 3:3 konfrontacji z Necaxą. Szybko został w Santosie gwiazdą drużyny i ulubieńcem kibiców, a także czołowym graczem całej ligi meksykańskiej. Waleczny i ruchliwy, ale także elegancko i inteligentnie grający Adomaitis imponował techniką, przeglądem pola i kontrolą piłki. Dysponował ponadto świetnym strzałem z dystansu i bardzo dobrze wykonywał rzuty wolne. Przez późniejszych dziennikarzy był określany jako pomocnik box-to-box, który „łączył wydolność Toniego Kroosa z siłą Arturo Vidala”.
W sezonie 1993/1994 Adomaitis wywalczył z Santosem wicemistrzostwo Meksyku, będąc w zgodnej opinii uznawany za najlepszego zawodnika drużyny. Dwukrotnie otrzymał w plebiscycie Meksykańskiego Związku Piłki Nożnej nagrodę Citlalli dla najlepszego ofensywnego pomocnika ligi meksykańskiej (1994, 1995). W 1995 roku został honorowym obywatelem regionu Comarca Lagunera. Przez pewien czas pełnił również rolę kapitana drużyny. Wskutek słabszego sezonu i sporego zainteresowania ze strony innych klubów, w maju 1996 został wystawiony na listę transferową, lecz ostatecznie zdecydował się pozostać w Santosie na kolejny rok. W jesiennym sezonie Invierno 1996 zdobył z Santosem pierwszy w historii klubu tytuł mistrza Meksyku. Z powodu kontuzji przez większą część rozgrywek był rezerwowym drużyny prowadzonej przez Alfredo Tenę, lecz w końcowych, najważniejszych meczach sezonu powrócił do wyjściowego składu. Ogółem spędził w Santosie cztery lata i jest uznawany za jedną z największych legend w dziejach klubu z Torreón.
W czerwcu 1997 Adomaitis, razem z graczem tego samego klubu Benjamínem Galindo, przeszedł do czołowego meksykańskiego zespołu Cruz Azul. Tam już w pierwszym sezonie Invierno 1997 zdobył swoje kolejne mistrzostwo Meksyku, będąc podstawowym pomocnikiem stołecznej drużyny. Triumfował również w rozgrywkach Pucharu Mistrzów CONCACAF (1997) – strzelił gola w finale tych rozgrywek z Los Angeles Galaxy (4:2). W czerwcu 1999 został oddany przez Cruz Azul do ligowego beniaminka Unión de Curtidores, lecz jeszcze przed startem rozgrywek Unión przestał istnieć (wszedł w fuzję z Club León), a sam Adomaitis odmówił przejścia do tego zespołu. Według prawa transferowego obowiązującego w lidze meksykańskiej nie został przez to zgłoszony do sezonu przez żaden klub i przez kolejne pół roku w praktyce pozostawał bez drużyny (choć właścicielem jego karty zawodniczej pozostawał Cruz Azul). Piłkarz wniósł sprawę do FIFA, powołując się na pogwałcenie prawa Bosmana.
W styczniu 2000 Adomaitis jako wolny zawodnik podpisał umowę ze swoim byłym klubem – chilijskim CSD Colo-Colo. Cztery miesiące później FIFA orzekła jednak, iż gracz dokonał tego bezprawnie, gdyż wciąż był związany kontraktem z Cruz Azul. Światowa federacja ogłosiła, że Adomaitis formalnie jest do Colo-Colo jedynie wypożyczony, a permanentną umowę może z nim parafować tylko w wypadku zapłaty przez chilijski klub 400 tysięcy dolarów odszkodowania ekipie Cruz Azul. Ostatecznie zarząd Colo-Colo nie zdecydował się na zapłatę tej kwoty, a zawodnik w czerwcu 2000 powrócił do Cruz Azul, wiążąc się z nim nowym, dwuletnim kontraktem. Z ekipą z miasta Meksyk jako jeden z ważniejszych piłkarzy pierwszego składu dotarł do finału rozgrywek Copa Libertadores (2001). Tym samym Cruz Azul został pierwszą meksykańską drużyną, która zdołała dokonać tego osiągnięcia. Łącznie w barwach Cruz Azul grał przez trzy lata i uznaje się go za jednego z bardziej zasłużonych piłkarzy w nowożytnych dziejach klubu.
W lipcu 2001 Adomaitis odszedł na wypożyczenie do niżej notowanego Puebla FC, co zwolniło w Cruz Azul miejsce dla obcokrajowca i pozwoliło klubowi zakontraktować Sebastiána Abreu. W przeciętnej Puebli spędził rok, mając niepodważalne miejsce w składzie, po czym powrócił do Chile, gdzie został piłkarzem Santiago Morning. Zanotował tam jednak rozczarowujący pobyt – na koniec sezonu spadł z Morning do drugiej ligi i bezpośrednio po relegacji odszedł z drużyny. Profesjonalną karierę piłkarską zakończył w wieku 32 lat.

## Kariera trenerska
Po zakończeniu kariery Adomaitis osiadł w Santiago. Ukończył kursy trenerskie w Argentynie i Meksyku. Następnie był asystentem trenera Marcelo Barticciotto (swojego byłego kolegi klubowego z Colo-Colo) w trzech chilijskich zespołach – kolejno Universidad de Concepción (2007–2008), Colo-Colo (2008–2009) i Audax Italiano (2010). Razem z Barticciotto zdobył z Colo-Colo mistrzostwo Chile (Clausura 2008). W latach 2011–2012 pracował w swoim byłym klubie Santos Laguna jako asystent Benjamína Galindo (dawnego kolegi klubowego z Santosu i Cruz Azul). Wywalczył w tej roli tytuł mistrza Meksyku (Clausura 2012). Wreszcie w 2015 roku był asystentem Mauro Camoranesiego (swojego kolegi z Santosu i Cruz Azul) w meksykańskim drugoligowcu Deportivo Tepic.
Samodzielną karierę trenerską Adomaitis rozpoczął w sierpniu 2018, obejmując Deportes Melipilla z drugiej ligi chilijskiej. Znacznie poprawił wyniki zespołu, uratował go przed spadkiem i zajął z nim bezpieczne, dziesiąte miejsce w tabeli. W grudniu nie przedłużono z nim umowy, co zostało przyjęte w środowisku z zaskoczeniem. Już cztery miesiące później powrócił jednak na stanowisko trenera Melipilli.